# 马克斯·H·博伊索特
马克斯·H·博伊索特（1943年11月11日—2011年9月7日）是一位英国建筑师和商业理论家，巴塞罗那ESADE商学院战略管理教授，主要作品有《知识资产——在信息经济中赢得竞争优势》（Knowledge Assets: Securing Competitive Advantage in the Information Economy）等。